# Drinking Alone
Drinking Alone è un singolo della cantante statunitense Carrie Underwood, pubblicato il 4 novembre 2019 come quarto estratto dal sesto album in studio Cry Pretty.

## Descrizione
Il brano è stato scritto dalla stessa interprete con David Garcia e Brett James e prodotto da Underwood e Garcia. È composto in chiave di Fa minore ed ha un tempo di 98 battiti per minuto. Riguardo alla canzone, la cantante ha affermato che «era importante per me perché lo stiamo cantando [in] prima persona. Non volevo fosse come, 'Oh, ci ubriacheremo e  andremo a casa insieme', perché non è una cosa che farei».

## Accoglienza
Drinking Alone è stata accolta positivamente da parte della critica specializzata. Billy Dukes di Taste of Country ha commentato che «il nuovo singolo di Underwood porta con sé una sottile maturità che è importante per la progressione della sua musica. Questo quarto singolo tratto dal suo album Cry Pretty è il suo più credibile e riconoscibile fino ad oggi».

## Video musicale
Il video musicale, diretto da Randee St. Nicholas, è stato reso disponibile il 20 novembre 2019.

## Esibizioni dal vivo
Carrie Underwood si è esibita con Drinking Alone per la prima volta in televisione ai CMA Awards 2019. Ne ha poi presentato una versione acustica virtualmente, nel corso del 2020, in occasione degli speciali televisivi ACM Presents: Our Country e Stagecouch Weekend.

## Tracce
1. Drinking Alone – 3:50

## Classifiche
| Classifica (2020) | Posizione massima |
| ----------------- | ----------------- |
| Stati Uniti       | 74                |